# Nancy Kerrigan
Nancy Ann Kerrigan (n. 13 octombrie 1969, Woburn⁠(d), Massachusetts, SUA) este o patinatoare americană, dublă medaliată olimpică la patinaj artistic în 1992 și 1994 și campioană națională a SUA în 1993.

## Copilăria și începutul carierei
Kerrigan s-a născut la Woburn⁠(d) în familia lui Daniel Kerrigan și a Brendei M. (Schultz) Kerrigan. A început să patineze la șase ani la patinoarul din orașul ei, Stoneham⁠(d), Massachusetts. Cei doi frați mai mari, Michael și Mark, jucau hochei, dar la acea vreme acel sport nu era o activitate potrivită pentru o fată și Nancy a început să practice patinajul artistic. Ea nu a luat lecții în particular decât după vârsta de opt ani și a câștigat prima medalie de patinaj artistic la nouă ani.
Familia Kerrigan era una modestă. Tatăl lui Kerrigan, sudor, lucra în câte trei locuri odată pentru a finanța cariera de patinatoare a fiicei, și se ocupa cu întreținerea suprafeței gheții la patinoar pentru ca Nancy să beneficieze de lecții gratuite.
Kerrigan a avut-o ca antrenoare pe Theresa Martin până la vârsta de 16 ani, după care a lucrat o perioadă cu Denise Morrissey și apoi cu Evy și Mary Scotvold⁠(d). Aceștia au rămas antrenorii ei pe durata întregii cariere.
Kerrigan a început să obțină rezultate la nivel național când s-a clasat a patra la campionatul național de junioare din 1987. De la început, a impresionat prin salturile pe care le făcea, dar avea ca punct slab programele impuse. Kerrigan a debutat la senioare în sezonul următor, progresând an de an în ierarhia națională: locul 12 în 1988, locul 5 în 1989, locul 4 în 1990. Ea a continuat, însă, să obțină note mici la programele impuse până când ele au fost eliminate din competiții după sezonul 1990.

## Competițiile din 1991–1993
Rezultatele bune la nivel național au continuat să vină, ea obținând locul 3 la campionatul național din 1991. S-a calificat la campionatele mondiale de patinaj artistic din 1991, unde a obținut o medalie de bronz. Realizarea ei a fost considerată una surprinzătoare, fiind prima dată când toate medaliile feminine au fost câștigate de patinatoare din aceeași țară la un campionat mondial, coechipierele sale Kristi Yamaguchi respectiv Tonya Harding⁠(d) câștigând medaliile de aur, respectiv argint.
În sezonul 1992, Kerrigan a obținut din nou un rezultat mai bun, terminând a doua. De asemenea, a participat la Jocurile Olimpice de la Albertville, obținând medalia de bronz, și la campionatele mondiale, la care a câștigat argintul.
În sezonul următor, după retragerea lui Yamaguchi din competiții, Kerrigan a devenit campioană a Statelor Unite, deși a recunoscut că avea nevoie de îmbunătățiri ale prestațiilor pentru campionatele mondiale. A câștigat programul scurt de la campionatele mondiale de la Praga, dar a avut o prestație dezastruoasă la prgramul liber, ce a avut ca rezultat căderea pe locul cinci, titlul mondial revenind ucrainenceiy Oksana Baiul. La spectacolul pro-am a avut o prestație și mai slabă, căzând de trei ori și greșind aterizarea la o altă săritură, și a părut deconcentrată și deprimată.
După olimpiada din 1992, a primit mai multe contracte de sponsorizare (companii ca Seiko⁠(d), Reebok, Campbell's⁠(d) și Evian) dar și oportunități de spectacole profesioniste, permise după abolirea de către Uniunea Internațională de Patinaj a regulilor stricte pentru amatori care guvernaseră acest sport. Pregătindu-se pentru sezonul olimpic 1994, a restrâns aceste activități pentru a se concentra pe antrenamente. A angajat și serviciile unui psiholog sportiv pentru a-și controla echilibrul moral în timpul competițiilor.

## Atacul din ianuarie 1994
Kerrigan a devenit celebră în afara lumii patinajului când, la 6 ianuarie 1994, a fost lovită în genunchi cu un baston telescopic de către Shane Stant la campionatul național de patinaj artistic din Detroit, atac plănuit de Jeff Gillooly, fostul soț al rivalei ei Tonya Harding⁠(d), și de prietenul acestuia, Shawn Eckardt.
Kerrigan a fost filmată după atac ducând mâna la genunchi și strigând „De ce, de ce, de ce”. Acest film a fost difuzat pe aproape toate canalele media în zilele de după atac. Deși Kerrigan a fost obligată să se retragă de la campionatul național din cauza rănirii, federația a ales să o includă în echipa olimpică în locul vicecampioanei Michelle Kwan⁠(d).
Kerrigan s-a recuperat rapid și și-a reluat antrenamentele intensive. A exersat în mod repetat întregul ei program până când s-a simțit complet încrezătoare că îl poate efectua și sub presiune. În același timp, faima pe care a obținut-o după atac a dus la apariția altor oportunități profesionale; în presă au apărut știri că ar fi semnat deja înaintea olimpiadei contracte de 9,5 milioane de dolari.

## Olimpiada din 1994 și controversele de după
La șapte săptămâni după atac, Kerrigan a oferit ceea ce ea a considerat cea mai bună prestație din viața ei și a obținut medalia de argint la Jocurile Olimpice din 1994 de la Lillehammer, terminând a doua după Oksana Baiul. Kerrigan câștigase programul scurt, dar a pierdut la cel liber ales în fața lui Baiul printr-o controversată decizie 5-4 a arbitrilor. Televiziunea CBS a promovat această controversă, prezentând-o ca pe o formă a conflictului est-vest din Războiul Rece, acuzându-l pe arbitrul german Jan Hoffmann de lipsă de obiectivitate.
În timp ce Kerrigan și medaliata cu bronz Lu Chen⁠(d) au așteptat timp de 20 de minute ca oficialii olimpici să găsească o înregistrare cu imnul Ucrainei, cineva i-a spus lui Kerrigan că întârzierea e cauzată de faptul că Baiul se machiază. Kerrigan, evident frustrată, a fost înregistrată de camere spunând: „E, haide. Deci o să iasă aici și o să plângă iar. Ce mai contează?”. CBS a difuzat comentariul nediplomatic, marcând o schimbare clară în felul în care a fost prezentată Kerrigan de mass-media, care până atunci îi protejaseră întrucâtva imaginea din cauza atacului împotriva ei.
Kerrigan a ales să nu mai participe la ceremonia de închidere a Jocurilor Olimpice; agentul ei a susținut că a fost sfătuită de agenții de securitate să facă aceasta în urma amenințărilor cu moartea primite, dar această afirmație a fost infirmată apoi. De fapt, Kerrigan a plecat din Norvegia pentru a participa la o paradă publicitară la Walt Disney World Resort⁠(d), sponsor care îi oferise un contract de 2 milioane de dolari. La paradă, a fost înregistrată de microfoane spunând „Ce prostie. Nu-mi place. Este cel mai de prost gust lucru pe care l-am făcut vreodată.” Ulterior, ea a explicat ca aceste remarci au fost scoase din context și că ea nu comenta pe marginea paradei, ci pe marginea faptului că a trebuit să poarte medalia de argint.
Exploatând publicitatea negativă, articolele de presă au descris-o pe Kerrigan ca „morocănoasă” și „nesuferită”, dar și timidă și jenată de atenția concentrată asupra ei în urma atacului. Comentând articolele din mass-media, Mike Barnicle⁠(d) de la The Boston Globe a spus: „Acum povestea s-a terminat și trebuie s-o omorâm. Ăștia suntem noi [media], nu ea.”
Fie ca rezultat al publicității negative, fie în urma propriilor sale dorințe, unele dintre sponsorizările și aparițiile televizate ale lui Kerrigan au fost anulate după Olimpiadă.

## Costumele olimpice lui Kerrigan
Costumele lui Nancy Kerrigan folosite la Olimpiade au fost realizate de Vera Wang⁠(d). Împreună cu costumele realizate de Christian Lacroix⁠(d) pentru Surya Bonaly⁠(d) în 1992, cele ale lui Wang au marcat o nouă modă a costumelor patinatorilor. Costumul alb de la programul liber din 1992 purtat de Kerrigan se asemăna cu o rochie de mireasă cu mâneci transparente și un model împletit pe corp. La Olimpiada din 1994, Kerrigan a purtat o altă rochie albă cu volane de catifea neagră și mâneci negre în programul original, și o rochie de culoare champagne cu 11.500 de strasuri la programul liber. Wang i-a donat cele din urmă doua rochii lui Kerrigan; valoarea a fost estimată la 9.600, respectiv de 13.000 de dolari.

## Cariera postolimpică
Kerrigan s-a retras din activitatea competițională după Olimpiada din 1994. După aceea, a apărut în puține competiții profesioniste, cum ar fi Ice Wars⁠(d), concentrându-și mai mult cariera profesionistă pe spectacole pe gheață.
A apărut în Champions on Ice⁠(d), Broadway on Ice⁠(d), și o adaptare pe gheață a musicalului Footloose, printre alte producții.
A jucat un rol minor în filmul din Blades of Glory⁠(d) cu Will Ferrell și a apărut în programul de televiziune Skating with Celebrities⁠(d) de la FOX.
A găzduit Nancy Kerrigan's World of Skating pe Comcast Network⁠(d) și a fost comentatoare la diverse transmisiuni de patinaj artistic. La Jocurile Olimpice de iarnă din 2010, Kerrigan a fost „corespondent special” pentru Entertainment Tonight⁠(d).
Ea a scris și o carte de instrucțiuni privind tehnici avansate de patinaj artistic, intitulată Artistry on Ice (ISBN 0-7360-3697-0).
În 2003, Kerrigan a devenit purtătoare de cuvânt pentru Fight for Sight⁠(d), o organizație pentru protecția nevăzătorilor (mama ei fiind nevăzătoare).
Kerrigan a fost introdusă în United States Figure Skating Hall of Fame⁠(d) în 2004 și a fost premiată la gala de binefacere a Ice Theatre of New York⁠(d) în 2008.

## Viața personală
Kerrigan a absolvit Liceul Stoneham și a studiat economia la Emmanuel College⁠(d) din Boston.
Ea s-a căsătorit cu agentul ei, Jerry Lawrence Solomon⁠(d), cu 16 ani mai în vârstă ca ea, la 9 septembrie 1995, aflat la a treia căsătorie. Eu au împreună trei copii, născuți în 1996, 2005, respectiv 2008. Jerry Solomon are și un fiu din a doua căsătorie, născut în 1989. Familia locuiește în Lynnfield⁠(d).

## Rezultate
| Event                       | 1985-86 | 1986–87 | 1987–88 | 1988–89 | 1989–90 | 1990–91 | 1991–92 | 1992–93 | 1993–94 |
| --------------------------- | ------- | ------- | ------- | ------- | ------- | ------- | ------- | ------- | ------- |
| Jocurile Olimpice de iarnă  |         |         |         |         |         |         | 3       |         | 2       |
| Campionate Mondiale         |         |         |         |         |         | 3       | 2       | 5       |         |
| Campionatele Statelor Unite | 11 J.   | 4 J.    | 12      | 5       | 4       | 3       | 2       | 1       |         |
| Skate America⁠(d)            |         |         |         |         |         |         |         | 2       |         |
| Trophée Lalique             |         |         |         |         |         |         | 3       |         |         |
| NHK Trophy⁠(d)               |         |         | 5       |         |         |         |         |         |         |
| Nations Cup⁠(d)              |         |         |         |         |         |         | 1       |         |         |
| Piruetten⁠(d)                |         |         |         |         |         |         |         |         | 1       |
| Goodwill Games⁠(d)           |         |         |         |         | 5       |         |         |         |         |
| Trofeul Novarat             |         |         |         | 1       |         |         |         |         |         |